# Les Pegueres
Les Pegueres és un indret del terme municipal de la Torre de Cabdella, dins del seu terme primigeni, al Pallars Jussà.
Està situat a l'extrem oest del terme municipal, a prop d'on es troba amb els termes municipals de Sarroca de Bellera i Senterada. És en el vessant septentrional de la muntanya de Santa Bàrbara i del Serrat de l'Aire, 